# ミラノ・マルペンサ空港
ミラノ・マルペンサ空港（ミラノ・マルペンサくうこう、伊: Aeroporto di Milano-Malpensa、英: Milano Malpensa Airport）はイタリアのミラノ郊外にある国際空港。

## 概要

概要図

ミラノ市の北西48kmにある。ローマ・フィウミチーノ空港に次いでイタリアで2番目に大きな国際空港である。1990年代からの空港改修計画（マルペンサ2000計画）によって、従来のマルペンサ空港が第2ターミナル、新規に構築された現在のメインターミナルを第1ターミナルとしたことで、北部イタリア最大の空港となった。第1ターミナルの設計者は関西国際空港第1ターミナルの設計者として知られるレンゾ・ピアノである。
なおミラノには他に、ミラノ市に隣接した地域にミラノ・リナーテ空港があり、主に近距離国際線と国内線が発着している。マルペンサ2000計画では、当時のフラッグキャリアであるアリタリア航空がリナーテ空港から撤退し、全面的に本空港をハブ空港とする方針だったが、アクセス鉄道の建設の遅れやイタリア政府の航空政策変更により撤退は見送られ、結局両空港を併用する形となっている。
自動化されたEU圏の出国審査に対し、その他の方面は手動の審査であり、混雑しても窓口が少なく一時間弱並ぶ場合がある。当然ながら横入りが頻発していたが、近年日本をはじめとする一部の国のIC対応パスポートも自動ゲートが利用できるようになった。
2023年、ミラノ出身であり前年に死去したシルヴィオ・ベルルスコーニ元首相を冠した名前に空港名を変更することがロンバルディア州当局によって申請され、2024年7月14日までに民間航空行政当局によって承認されているが、現在でも正式名称はマルペンサのままである。

## 地理
メインターミナル（第1ターミナル）は、ヴァレーゼ県フェルノに所在し、空港敷地はソンマ・ロンバルド、カゾラーテ・センピオーネ、カルダーノ・アル・カンポ、サマラーテ、ロナーテ・ポッツォーロ、ヴィッツォーラ・ティチーノの市域にまたがる。
マルペンサは、もともとソンマ・ロンバルド市域に含まれる集落の名称であり、空港の北端にあたるソンマ・ロンバルドに旧ターミナル（第2ターミナル）があった。マルペンサ2000計画によって、空港の西側・フェルノに新たなメインターミナルビルが建設されている。

## 就航航空会社

### 旅客便運航会社
- ネオス（Neos）
- エア・ヨーロッパ (スペイン) (Air Europa)
- イベリア航空 (Iberia)
- ブエリング航空
- ブリティッシュ・エアウェイズ (British Airways)
- イージージェット
- エールフランス (Air France)
- オップ!
- ルフトハンザドイツ航空 (Lufthansa)
- ユーロウイングス
- アメリカン航空 (American Airlines)
- デルタ航空 (Delta Air Lines)
- アエロフロート (Aeroflot)
- S7航空
- ライアンエアー
- KLMオランダ航空 (KLM)
- LOTポーランド航空 (LOT Polish)
- ブリュッセル航空
- スイス インターナショナル エアラインズ (Swiss International Air Lines)
- フィンエアー (Finnair)
- スカンジナビア航空 (Scandinavian Airlines)
- アイスランド航空
- オーストリア航空 (Austrian Airlines)
- ウィズエアー
- ウクライナ国際航空 (Ukraine International)
- エア・バルティック
- 中国国際航空 (Air China Airlines)
- 中国東方航空 (China Eastern)
※2025年6月20日より就航予定
- キャセイパシフィック航空 (Cathay Pacific Airways)
- 大韓航空(Korean air)
- 全日本空輸（All Nippon Airways）
- エア・インディア
- タイ国際航空 (Thai Airways)
- シンガポール航空
- ベトナム航空
- マダガスカル航空
- エチオピア航空
- マルタ航空
- モーリシャス航空
- アトラス・ブルー
- ターキッシュ エアラインズ (Turkish Airlines)
- ブルガリア航空
- エア・セルビア (Air Servia)
- TAP ポルトガル航空 (Air Portugal)
- クロアチア航空 (Croatia Airlines)
- チェコ航空 (Czech Airlines)
- エジプト航空 (Egypt Air)
- エル・アル・イスラエル航空 (Israel Airlines)
- エミレーツ航空 (Emirates)
- エティハド航空
- クウェート航空
- イラン航空 (IranAir)
- ミドル・イースト航空（MEA）
- パキスタン国際航空 (Pakistan Int. Airlines)
- カタール航空 (Qatar Airways)
- ロイヤル・エア・モロッコ (Royal Air Maroc)
- サウディア (Saudi Arabian Airlines)
- シリア・アラブ航空
- アエロメヒコ航空 (Aeroméxico)
- タロム航空 (Romanian Air)
- チュニスエア
- イエメニア

### 貨物航空会社
- カーゴルックス航空
- DHLアビエーション
- フェデックス・エクスプレス
- UPS航空
- アマゾン・エア
- 日本貨物航空

## 就航地

### 国内線
| 航空会社         | 就航地 |
| ---------------- | --- |
| ネオス           | ローマ、コーミゾ、ブリンディジ、カリャリ                                                                     |
| イージージェット | パレルモ、カターニア、ラメーツィア・テルメ、オルビア、カリャリ、ブリンディジ、バーリ、ナポリ、ランペドゥーザ |

### 国際線
| 航空会社                 | 就航地 |
| ------------------------ | --- |
| ネオス                   | 【ヨーロッパ】︰ロドス、ハニア、イビサ島、マオー＝マオン、マヨルカ島、イラクリオン 【アフリカ】︰シャルム・エル・シェイク、マルサ・アラム、エンフィダ、ジェルバ島、ランサローテ島、カイロ、ルクソール、ダカール 【北米】︰ニューヨーク/JFK 【カリブ海地域】︰ラ・ロマーナ 【中央アジア】︰アルマトイ 【インド洋地域】︰マレ |
| エア・ドロミティ         | ミュンヘン |
| イージージェット         | 【ヨーロッパ】︰ リスボン、アテネ、イラクリオン、プレヴェザ、ミコノス島、マラガ、スキアトス島、ロドス島、サントリーニ、コルフ島、ロンドン/ガトウィック、ロンドン/ルートン、エディンバラ、マンチェスター、イビサ、バルセロナ、ビルバオ、パルマ・デ・マヨルカ、フエルテベントゥラ島、マオー＝マオン、テネリフェ島、ア・コルーニャ、リスボン、パリ/CDG、パリ/ORY、ビアリッツ、ボルドー、トゥールーズ、ナント、デュッセルドルフ、ハンブルク、アムステルダム、プラハ 【アフリカ】︰フルガダ、ギザ、マラケシュ、ラバト |
| ライアンエアー           | |
| ウィズエアー             | |
| オーストリア航空         | ウィーン |
| TAPポルトガル航空        | リスボン |
| イベリア航空             | マドリード |
| ブエリング航空           | バルセロナ、ビルバオ |
| エア・ヨーロッパ         | マドリード |
| ルフトハンザ航空         | フランクフルト |
| コンドル航空             | フランクフルト |
| ユーロウィングス         | デュッセルドルフ |
| エールフランス航空       | パリ/CDG |
| エア・バルティック       | ブリュッセル、チューリッヒ |
| エア・セルビア           | ベオグラード |
| LOTポーランド航空        | ワルシャワ |
| クロアチア航空           | ザグレブ |
| フィンエアー             | ヘルシンキ |
| スカンジナビア航空       | オスロ |
| ターキッシュエアラインズ | イスタンブール |
| シンガポール航空         | シンガポール |
| タイ国際航空             | バンコク/スワンナプーム |
| ベトナム航空             | ハノイ |
| 中国国際航空             | 北京/首都、上海/浦東 |
| 中国東方航空             | 上海/浦東 |
| 海南航空                 | 重慶 |
| キャセイパシフィック航空 | 香港 |
| エバー航空               | 台北/桃園 |
| デルタ航空               | ニューヨーク/JFK、アトランタ |
| ユナイテッド航空         | ニューヨーク/EWR |
| アメリカン航空           | ニューヨーク/JFK、マイアミ(2026年3月29日より運航開始予定) |
| エア・カナダ             | モントリオール |
| エティハド航空           | アブダビ |
| カタール航空             | ドーハ |
| ガルフ・エア             | マナーマ |

## 空港へのアクセス

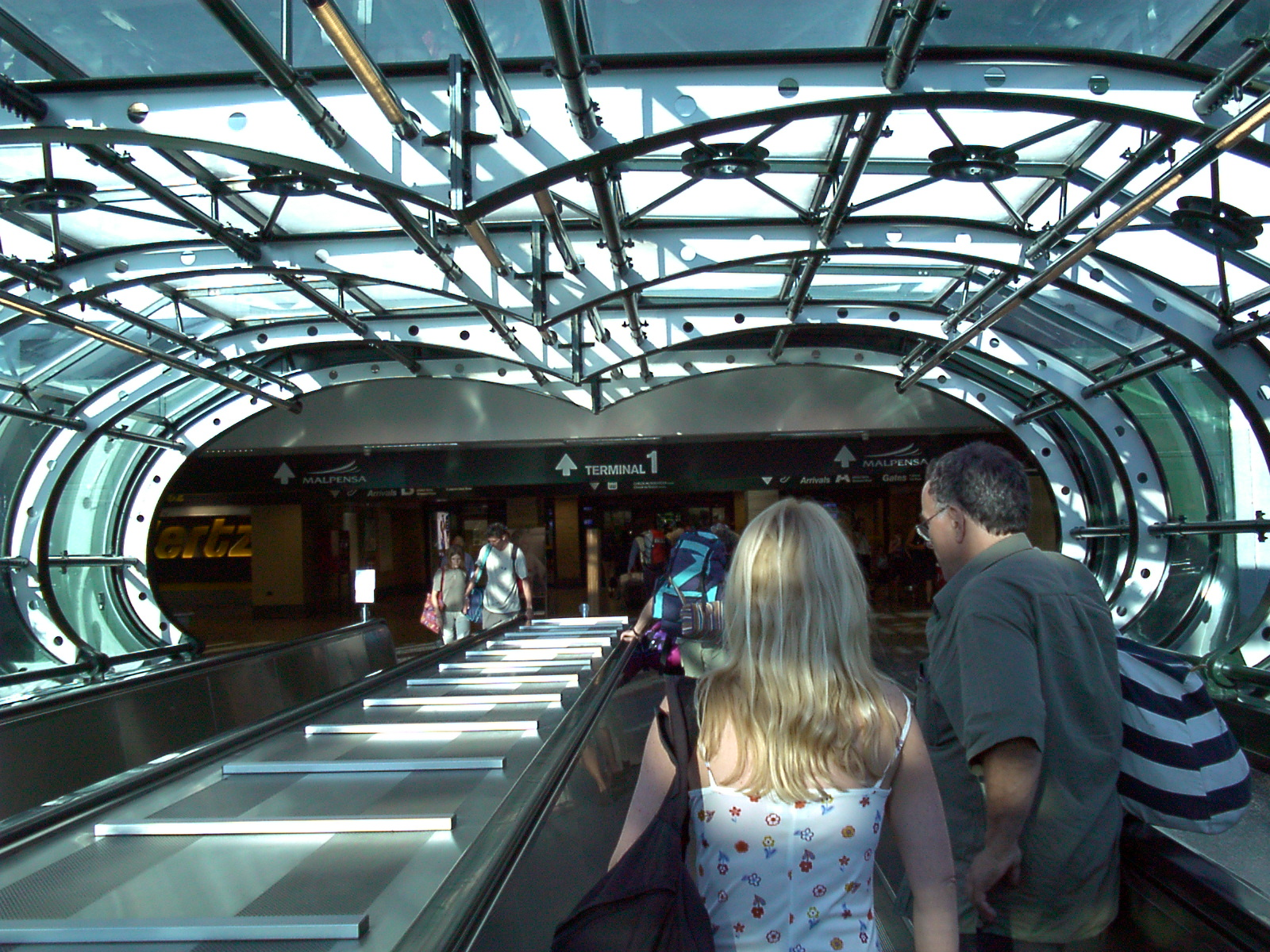
マルペンサ空港駅から空港へ向う

### ミラノから
ミラノ・カドルナ駅およびミラノ中央駅からマルペンサ・エクスプレスという直通列車が出ている。他にはミラノ中央駅からシャトルバス（マルペンサ・シャトルとマルペンサ・バス・エクスプレス）が出ている。

### リナーテ空港から
シャトルバスがある。